# Gloria Anzaldúa

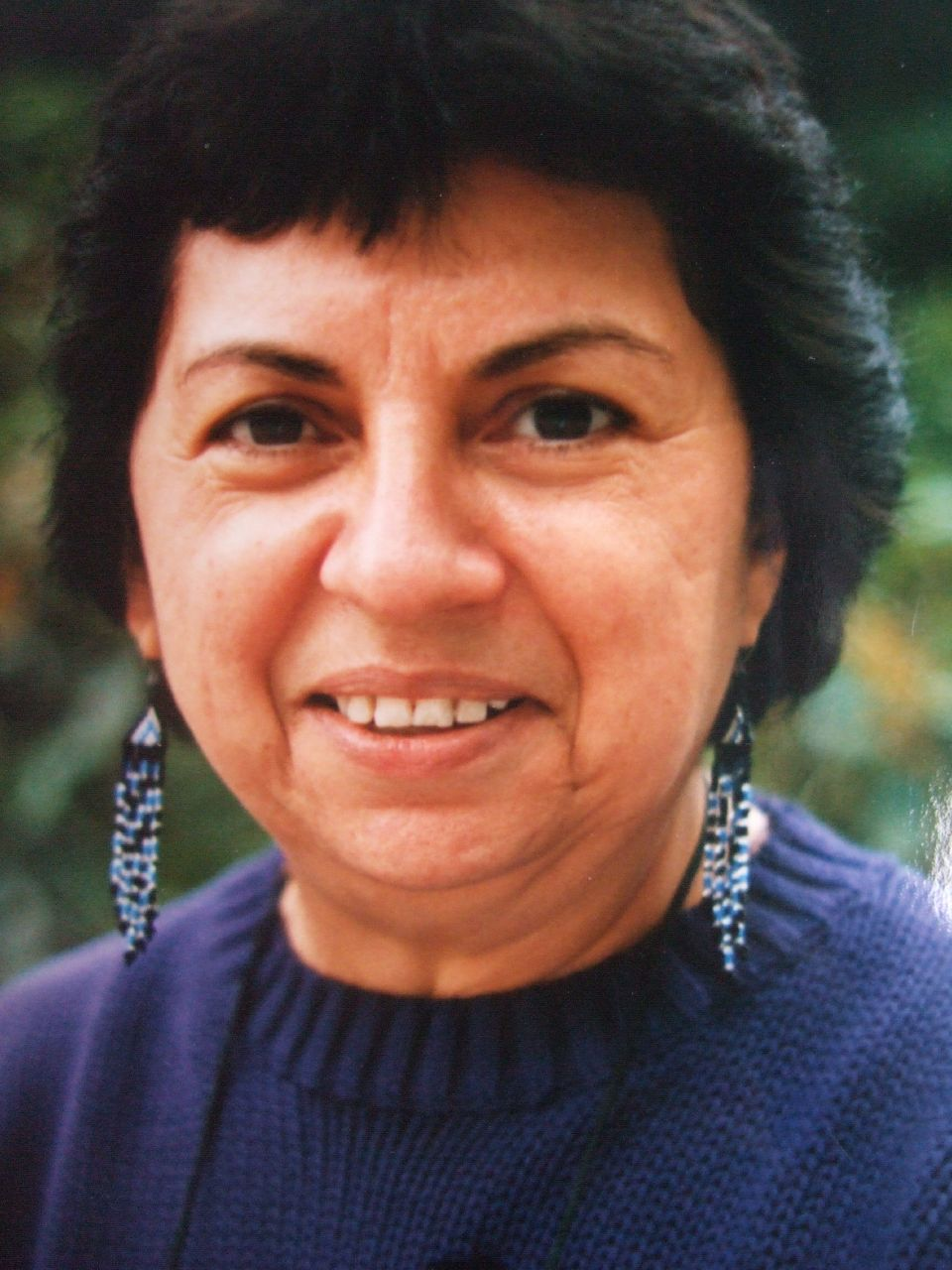
Gloria Anzaldúa (1990)

Gloria Evangelina Anzaldúa (* 26. September 1942 in Harlingen, Texas; †  15. Mai 2004 Santa Cruz, Kalifornien) war eine US-amerikanische Autorin, Intellektuelle und Aktivistin. Ihre Arbeitsschwerpunkte lagen im Bereich der Feministischen Theorie sowie der Chicana und Queer Studies. Ihr bekanntestes Werk Borderlands/La Frontera: The New Mestiza ist lose autobiographisch. Die Autorin reflektiert in Form von Lyrik und Prosa über soziale und kulturelle Marginalisierung als Chicana, Frau und Feministin sowie über ihr eigenes Aufwachsen im mexikanisch-texanischen Grenzgebiet.

## Leben
Gloria Anzaldúa kam am 26. September 1942 als ältestes Kind von Urbano Anzaldúa and Amalia Gracía Anzaldúa im Rio Grande Valley im südlichen Texas auf die Welt. Später zog die Familie nach Hargill, Texas um.
Anzaldúa war die Erste in ihrer Familie, die ein Studium aufnahm. Sie studierte Englisch, Kunst und Erziehungswissenschaften an der University of Texas–Pan American und bekam 1969 ihren Bachelor of Arts verliehen. 1972 erlangte sie einen Master of Arts von der University of Texas at Austin den Fächern Englisch und Erziehungswissenschaften.
Als Gloria Anzaldúa im Mai 2004 im Alter von 61 Jahren an den Folgen von Diabetes verstarb, stand ihre Doktorarbeit in den Literaturwissenschaften kurz vor der Fertigstellung. Die University of California, Santa Cruz verlieh ihr 2005 posthum den Doktorgrad.

## Auszeichnungen
- Before Columbus Foundation American Book Award (1986) – This Bridge Called My Back: Writings by Radical Women of Color[3]
- Lambda Lesbian Small Book Press Award (1991)[4]
- Lesbian Rights Award (1991)[5]
- Sappho Award of Distinction (1992)[5]
- National Endowment for the Arts Fiction Award (1991)
- American Studies Association Lifetime Achievement Award (Bode-Pearson Prize – 2001).[6]

## Werk

### Hauptwerke
- mit Cherríe Moraga (Hrsg.): This Bridge Called My Back: Writings by Radical Women of Color. (1981) 4. Auflage. Duke University Press, 2015, ISBN 978-1-4384-5438-2.
- Borderlands/La Frontera: The New Mestiza. (1987), 4. Auflage. Aunt Lute Books, 2012, ISBN 978-1-879960-85-5.
- Making Face, Making Soul/Haciendo Caras: Creative and Critical Perspectives by Feminists of Color. Aunt Lute Books, 1990, ISBN 1-879960-10-9.
- Interviews/Entrevistas. herausgegeben von AnaLouise Keating. Routledge, 2000, ISBN 0-415-92504-5.
- This Bridge We Call Home: Radical Visions for Transformation. Routledge, 2002, ISBN 0-415-93682-9.
- The Gloria Anzaldúa Reader. herausgegeben von AnaLouise Keating. Duke University Press, 2009, ISBN 978-0-8223-4564-0.
- Light in the Dark/Luz en lo Oscuro: Rewriting Identity, Spirituality, Reality. herausgegeben von AnaLouise Keating. Duke University Press, 2015, ISBN 978-0-8223-6009-4.

### Bilinguale Kinderbücher
- Prietita Has a Friend/Prietita Tiene un Amigo. 1991.
- Friends from the Other Side/Amigos del Otro Lado. 1993, ISBN 0-89239-130-8.
- Prietita and the Ghost Woman/Prietita y La Llorona. 1996, ISBN 0-89239-167-7.